# South Pacific
South Pacific ist ein Musical mit der Musik von Richard Rodgers und den Liedtexten von Oscar Hammerstein II. Das Buch schrieb Hammerstein zusammen mit Joshua Logan. Es basiert auf zwei Kurzgeschichten von James A. Michener aus seinem Werk „Tales of the South Pacific“, das 1948 den Pulitzer-Preis für Belletristik (Pulitzer Prize for Fiction) und 1950 den Pulitzer-Preis für Theater (Pulitzer Prize for Drama) gewann. Das Thema der Rassenproblematik wird für die damalige Zeit kurz nach dem Zweiten Weltkrieg sehr einfühlsam dargestellt. James Michener behauptete, er sei gezwungen worden, die Autoren Rodgers und Hammerstein zu ersuchen, das Lied „You've Got to Be Carefully Taught“ wieder zu entfernen, weil es die Rassenvorurteile zu deutlich thematisierte.
South Pacific wird als eines der bisher erfolgreichsten Musicals angesehen, allerdings nicht im deutschen Sprachraum, wo es sich nie durchsetzen konnte und bis heute fast unbekannt ist. Eine ganze Reihe von Liedern wie „Bali Ha'i“, „Younger than Springtime“ und „Some Enchanted Evening“ sind weltbekannt geworden. South Pacific wurde 1950 für neun Tony Awards nominiert und gewann alle. Es ist damit das einzige Musical, das alle vier Auszeichnungen für Musical-Schauspielerei gewonnen hat.
Mit South Pacific erreichten Rodgers und Hammerstein einen neuen Erfolgshöhepunkt, sowohl künstlerisch als auch finanziell, nachdem bereits Oklahoma! und Carousel äußerst populär gewesen waren. Bereits bei der Premiere zweifelte niemand daran, dass South Pacific auf derselben Höhe stehen würde, wie die beiden erfolgreichen Vorgänger.

## Theaterproduktionen
Das Musical erlebte seine Uraufführung auf dem Broadway am 7. April 1949 im Majestic Theatre und zog im Juni 1953 ins Broadway Theatre um. Produziert von Rodgers und Hammerstein – in Zusammenarbeit mit Leland Hayward – lag die Leitung der Aufführung bei Joshua Logan. In über fünf Jahren wurde South Pacific 1.925mal aufgeführt und stand damit in der Rangliste der am längsten laufenden Musicals des Broadway an fünfter Stelle. Die Original-Besetzung bestand aus Mary Martin in der Rolle der heldenhaften Nellie Forbush, Opernstar Ezio Pinza als Emile de Becque, dem französischen Plantagenbesitzer, daneben Juanita Hall, Myron McCormick, Betta St. John, und William Tabbert.
Aus Anlass des hundertsten Geburtstages von Richard Rodgers 2002 veranstaltete das Majestic Theatre eine Wiederaufführung von South Pacific unter der Leitung von Trevor Nunn.
Am 9. Juni 2005 wurde eine Konzertversion des Musicals live in der Carnegie Hall aufgeführt, die zwar auf zwei Stunden herunter gekürzt war, aber alle Lieder und das gesamte musikalische Material enthielt. Es spielten Reba McEntire als Nellie Forbush, Brian Stokes Mitchell als Emile, Alec Baldwin als Luther Billis, und Lillias White als Bloody Mary. Diese Produktion benutzte Robert Russell Bennetts originale Orchestrierung. Sie wurde auf Band aufgenommen und am 26. April 2006 auf PBS gesendet.
Die Uraufführung mit Texten in Deutscher Sprache (Gesang im Original) erfolgte 1999 in Hildesheim, danach folgte in Deutschland bislang nur eine Produktion 2009 in Kassel. Die österreichische Erstproduktion wird im Stadttheater Baden im Februar 2025 gegeben.

## Handlung
Auf einer Insel im südlichen Pazifik verliebt sich die Krankenschwester Nellie Forbush – im Range eines Leutnants – während des Zweiten Weltkrieges in den französischen Plantagenbesitzer Emile de Becque, der schon fortgeschrittenen Alters ist. Währenddessen beklagen die ruhelosen Seeleute unter der Führung des umtriebigen Luther Billis die Abwesenheit von Frauen und von Kampfhandlungen, die sie von der bedrückenden Langeweile befreien würden. Da erscheint Leutnant Joe Cable vom U.S. Marine Corps auf der Insel, um an einem gefährlichen Spionageunternehmen teilzunehmen, das dem Kampf gegen die Japaner eine Wende geben könnte. Billis überzeugt Leutnant Cable, ihn auf die geheimnisvolle Insel Bali Ha'i mitzunehmen, weil nur er als Offizier Boote requirieren kann. Dort macht „Bloody Mary“, eine eingeborene Souvenirhändlerin, Cable in kupplerischer Absicht mit ihrer Tochter Liat bekannt und beide verlieben sich ineinander.
Allerdings geraten beide Paare wegen ethnischer Vorurteile in Schwierigkeiten. Nellie willigt zunächst ein, Emile zu heiraten. Als sie jedoch erfährt, dass er mit einer polynesischen Frau verheiratet war und zwei Mischlingskinder hat, geht Nellie wegen ihrer rassischen Vorurteile wieder auf Distanz. Gleichzeitig weigert sich Cable, Liat zu heiraten – ebenso wegen ihrer Rasse, da es undenkbar für einen amerikanischen Offizier ist, eine Einheimische zu heiraten. Obwohl Nellie und Cable sich der Bigotterie ihrer Einstellungen bewusst sind und sich dafür schämen, meinen sie, wegen des gesellschaftlichen Drucks keine andere Wahl zu haben.
Niedergeschlagen und in dem Gefühl, nichts mehr verlieren zu können, begleitet Emile Cable auf dessen gefährlichen Mission, die soweit erfolgreich ist, als sie Nachrichten über feindliche Aktionen zum Stützpunkt funken können. Cable wird während der Mission getötet, was Emile über Funk meldet, dann bricht der Kontakt ab und auch er gilt als tot. Die Operation Alligator startet und die ehemals untätig herum sitzenden Seeleute, inklusive ihres Wortführers Luther Billis, werden in die Schlacht geschickt. Nellie – im Glauben, dass Emile tot ist – überwindet ihre rassischen Abneigungen und kümmert sich um seine Kinder. Da kehrt Emile überraschend lebend zurück und so wird aus Nellie, Emile und den Kindern eine glückliche Familie.

## Lieder
- Ouvertüre – Orchester
- 1. Akt
  - „Dites Moi“ (Tell Me Why) – Emile's zwei Kinder und ein Insulaner-Chor
  - „A Cockeyed Optimist“ – Nellie
  - „Twin Soliloquies“ – Nellie und Emile
  - „Some Enchanted Evening“ – Emile
  - „Dites Moi“ (reprise) – Emile und seine zwei Kinder
  - „Bloody Mary“ – Männerchor
  - „There Is Nothing Like a Dame“ – Männerchor
  - „Bali Ha'i“ – Bloody Mary
  - „I'm Gonna Wash that Man Right Outa My Hair“ – Nellie und Frauenchor
  - „Some Enchanted Evening“ (reprise) – Emile und Nellie
  - „A Wonderful Guy“ – Nellie und Frauenchor
  - „Younger than Springtime“ – Cable
  - „Bali Ha'i“ (reprise) – Chöre
  - „A Cockeyed Optimist“ (reprise) – Emile und Nellie
  - „Twin Soliloquies“ (reprise) – Nellie und Emile
  - „A Wonderful Guy“ (reprise) – Nellie und Emile
  - Finale: Act I (Some Enchanted Evening) – Emile
- Zwischenaktmusik – Orchester
- 2. Akt
  - „Happy Talk“ – Bloody Mary
  - „Honey Bun“ – Nellie
  - „Younger than Springtime“ (reprise) – Cable
  - „You've Got to Be Carefully Taught“ – Cable
  - „This Nearly Was Mine“ – Emile
  - „Some Enchanted Evening“ (reprise) – Nellie
  - „Finale“ – Nellie, Emile, und seine Kinder

## Film und Fernsehversionen
South Pacific wurde 1958 ebenfalls unter der Regie von Joshua Logan verfilmt und erhielt eine Oscar-Nominierung für die beste Filmmusik.
2001 gab es eine Fernsehproduktion mit Glenn Close und Harry Connick Jr. in den Hauptrollen. Der Film wurde teilweise kritisiert, weil bekannte Lieder wie „Happy Talk“ und „Bali Hai“ erheblich gekürzt und die Reihenfolge der Lieder geändert wurden und weil sich die Stimme Rade Šerbedžijas in der Rolle des Emile nicht mit denen vergleichen ließ, die zuvor in dieser Rolle gesungen hatten.

## Belege
1. ↑  The World Almanac and Book of Facts, 1966, page 137